# Малое Озёрное
Малое Озерное — посёлок в Багратионовском районе Калининградской области. Входит в состав муниципального образования сельское поселение Гвардейское.

## История
8 февраля 1807 года, при битве Пройсиш Эйлау, на территории размещалась ставка русско-прусской армии. Дом сохранился по сей день.
В 1946 году Ауклаппен был переименован в Малое Озерное.

## Население
| 2002 | 2010 |
| ---- | ---- |
| 49   | ↘47  |

В 1910 году насчитывалось 87 жителей.